# Darwin Sound
Darwin Sound är ett sund i Kanada.   Det ligger i provinsen British Columbia, i den sydvästra delen av landet, 4 100 km väster om huvudstaden Ottawa.
I omgivningarna runt Darwin Sound växer i huvudsak barrskog. Trakten runt Darwin Sound är nära nog obefolkad, med mindre än två invånare per kvadratkilometer.